# Vela nos Jogos Olímpicos de Verão de 1928 - 6 Metre
As provas da classe 6 Metre da vela nos Jogos Olímpicos de Verão de 1928 ocorreram entre 2 e 9 de agosto daquele ano no Golfo de Zuiderzê, nos Países Baixos. O programa compunha sete regatas. Para esta classe, houve 61 velejadores, em 13 barcos, de 13 nações inscritas.

## Calendário
| ● | Competições desportivas | ● | Finais |

| 6 Metre                   | ● | ● | ● | ● | Dia de descanso | ● | ● | ● |
| Total de medalhas de ouro |   |   |   |   |                 |   |   | 1 |

## Configuração do curso
O percurso na figura a seguir foi usado durante as regatas olímpicas de 6 Metre de 1928 em todas as regatas:

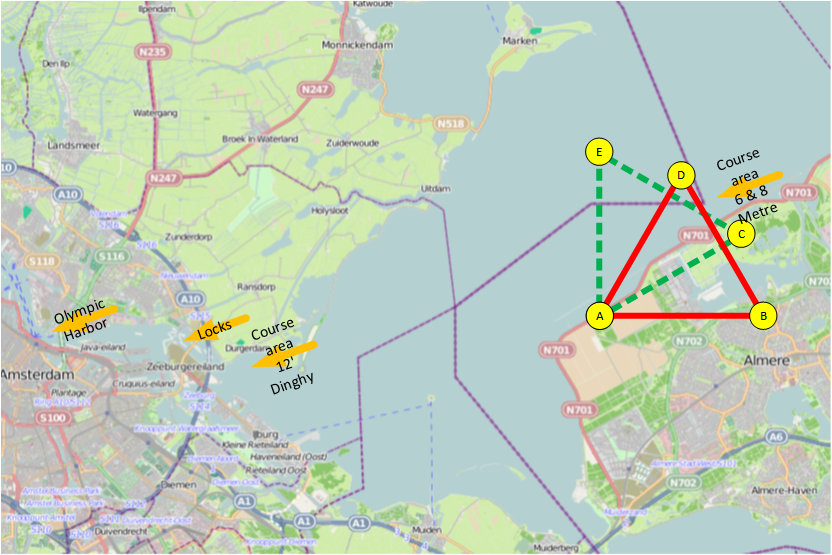
Área do curso

## Medalhistas
O grupo norueguês Johan Anker, Erik Anker, Håkon Bryhn e o então Príncipe Herdeiro Olavo V finalizou a competição em primeiro lugar, conquistando a medalha de ouro. A prata firmou-se com os dinamarqueses Vilhelm Vett, Aage Høy-Petersen, Niels Otto Møller e Peter Schlütter. Por fim, a medalha de bronze ficou com a equipe estoniana Nikolai Vekšin, Andreas Faehlmann, Georg Faehlmann, Eberhard Vogdt e William von Wirén.
|  | NOR Noruega                                |  | DEN Dinamarca                                                    |  | EST Estônia                                                                       |
|  | Johan Anker Erik Anker Håkon Bryhn Olavo V |  | Vilhelm Vett Aage Høy-Petersen Niels Otto Møller Peter Schlütter |  | Nikolai Vekšin Andreas Faehlmann Georg Faehlmann Eberhard Vogdt William von Wirén |

## Resultados
Estes foram os resultados da competição:

### Classificação diária

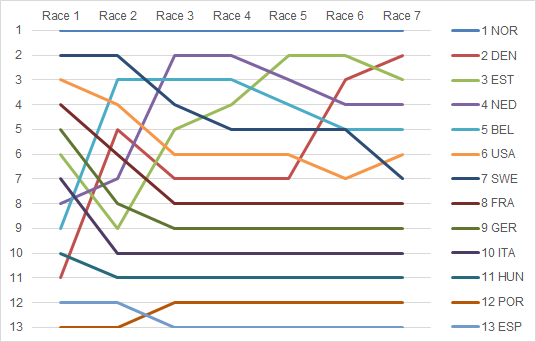
Gráfico mostrando a classificação diária na classe.

### Primeira fase
| Regata 1 | Regata 1           | Regata 1 | Regata 2 | Regata 2           | Regata 2 | Regata 3 | Regata 3           | Regata 3 | Regata 4 | Regata 4           | Regata 4 |
| Pos.     | Nação              | Tempo    | Pos.     | Nação              | Tempo    | Pos.     | Nação              | Tempo    | Pos.     | Nação              | Tempo    |
| -------- | ------------------ | -------- | -------- | ------------------ | -------- | -------- | ------------------ | -------- | -------- | ------------------ | -------- |
| 1        | NOR Noruega        | 3-00:20  | 1        | NOR Noruega        | 1-53:17  | 1        | NED Países Baixos  | 2-13:21  | 1        | NOR Noruega        | 2-14:34  |
| 2        | SWE Suécia         | 3-00:31  | 2        | BEL Bélgica        | 1-54:32  | 2        | EST Estônia        | 2-14:01  | 2        | BEL Bélgica        | 2-14:57  |
| 3        | USA Estados Unidos | 3-00:40  | 3        | DEN Dinamarca      | 1-55:26  | 3        | BEL Bélgica        | 2-14:01  | 3        | EST Estônia        | 2-15:13  |
| 4        | FRA França         | 3-03:51  | 4        | USA Estados Unidos | 1-55:34  | 4        | FRA França         | 2-15:13  | 4        | NED Países Baixos  | 2-15:35  |
| 5        | GER Alemanha       | 3-04:07  | 5        | NED Países Baixos  | 1-55:58  | 5        | SWE Suécia         | 2-15:44  | 5        | USA Estados Unidos | 2-15:42  |
| 6        | EST Estônia        | 3-05:06  | 6        | EST Estônia        | 1-56:55  | 6        | ITA Itália         | 2-16:16  | 6        | DEN Dinamarca      | 2-16:43  |
| 7        | ITA Itália         | 3-05:19  | 7        | HUN Hungria        | 1-59:29  | 7        | GER Alemanha       | 2-22:22  | 7        | SWE Suécia         | 2-16:59  |
| 8        | NED Países Baixos  | 3-05:45  | 8        | SWE Suécia         | 2-00:21  | 8        | POR Portugal       | 2-22:26  | 8        | HUN Hungria        | 2-18:05  |
| 9        | BEL Bélgica        | 3-10:45  | 9        | FRA França         | 2-01:31  | 12       | HUN Hungria        | DNF      | 9        | ITA Itália         | 2-19:33  |
| 10       | HUN Hungria        | 3-11:49  | 10       | ESP Espanha        | 2-01:51  | 12       | NOR Noruega        | DNF      | 10       | GER Alemanha       | 2-19:58  |
| 11       | DEN Dinamarca      | 3-14:38  | 11       | GER Alemanha       | 2-02:13  | 12       | USA Estados Unidos | DNF      | 11       | FRA França         | 2-20:16  |
| 12       | ESP Espanha        | 3-15:55  | 12       | POR Portugal       | 2-02:28  | 12       | DEN Dinamarca      | DQ       | 12       | POR Portugal       | 2-26:27  |
| 13       | POR Portugal       | 3-32:08  | 13       | ITA Itália         | DNF      | 13       | ESP Espanha        | DNS      | 13       | ESP Espanha        | DNS      |

### Segunda fase
| Regata 5 | Regata 5           | Regata 5 | Regata 6 | Regata 6           | Regata 6 | Regata 7 | Regata 7           | Regata 7 |
| Pos.     | Nação              | Tempo    | Pos.     | Nação              | Tempo    | Pos.     | Nação              | Tempo    |
| -------- | ------------------ | -------- | -------- | ------------------ | -------- | -------- | ------------------ | -------- |
| 1        | EST Estônia        | 2-14:27  | 1        | DEN Dinamarca      | 2-23:40  | 1        | DEN Dinamarca      | 2-03:18  |
| 2        | NOR Noruega        | 2-15:47  | 2        | NOR Noruega        | 2-23:45  | 2        | USA Estados Unidos | 2-03:55  |
| 3        | SWE Suécia         | 2-18:15  | 3        | EST Estônia        | 2-24:13  | 3        | EST Estônia        | 2-04:37  |
| 4        | BEL Bélgica        | 2-18:48  | 4        | BEL Bélgica        | 2-24:22  | 4        | BEL Bélgica        | 2-04:46  |
| 5        | USA Estados Unidos | 2-19:09  | 5        | USA Estados Unidos | 2-26:25  | 5        | NED Países Baixos  | 2-06:42  |
| 6        | DEN Dinamarca      | 2-21:14  | 6        | SWE Suécia         | 2-27:15  | 6        | SWE Suécia         | 2-09:17  |
| 7        | NED Países Baixos  | 2-21:40  | 7        | NED Países Baixos  | 2-27:53  | 7        | NOR Noruega        | DNS      |

### Classificação final
| Pos.              | Nação              | Embarcação     | Colocações individuais de regata | Colocações individuais de regata | Colocações individuais de regata | Colocações individuais de regata | Colocações individuais de regata | Colocações individuais de regata | Colocações individuais de regata |
| Pos.              | Nação              | Embarcação     | 1R                               | 2R                               | 3R                               | 4R                               | 5R                               | 6R                               | 7R                               |
| ----------------- | ------------------ | -------------- | -------------------------------- | -------------------------------- | -------------------------------- | -------------------------------- | -------------------------------- | -------------------------------- | -------------------------------- |
| Medalha de ouro   | NOR Noruega        | Norna          | 1                                | 1                                | 12                               | 1                                | 2                                | 2                                | 7                                |
| Medalha de prata  | DEN Dinamarca      | Hi-Hi          | 11                               | 3                                | 12                               | 6                                | 6                                | 1                                | 1                                |
| Medalha de bronze | EST Estônia        | Tutti V        | 6                                | 6                                | 2                                | 3                                | 1                                | 3                                | 3                                |
| 4                 | NED Países Baixos  | Kemphaan       | 8                                | 5                                | 1                                | 4                                | 7                                | 7                                | 5                                |
| 4                 | BEL Bélgica        | Ubu            | 9                                | 2                                | 3                                | 2                                | 4                                | 4                                | 4                                |
| 6                 | USA Estados Unidos | Frieda         | 3                                | 4                                | 12                               | 5                                | 5                                | 5                                | 2                                |
| 7                 | SWE Suécia         | Ingegerd       | 2                                | 8                                | 5                                | 7                                | 3                                | 6                                | 6                                |
| 8                 | FRA França         | Cupidon Viking | 4                                | 9                                | 4                                | 11                               | -                                | -                                | -                                |
| 9                 | GER Alemanha       | Pan            | 5                                | 11                               | 7                                | 10                               | -                                | -                                | -                                |
| 10                | ITA Itália         | Twins II       | 7                                | 13                               | 6                                | 9                                | -                                | -                                | -                                |
| 11                | HUN Hungria        | Hungaria       | 10                               | 7                                | 12                               | 8                                | -                                | -                                | -                                |
| 12                | POR Portugal       | Camelia        | 13                               | 12                               | 8                                | 12                               | -                                | -                                | -                                |
| 13                | ESP Espanha        | Fruits         | 12                               | 10                               | 13                               | 13                               | -                                | -                                | -                                |